# Copa Perú Femenina 2019
La Copa Perú Femenina 2019 fue  un campeonato de fútbol semiprofesional de la Primera División de Fútbol Femenino Peruano. Fue un campeonato oficial aunque de carácter amateur; desarrollado, organizado y promovido por la Federación Peruana de Fútbol (FPF), con categoría de primera división, que proclamó a Universitario de Deportes como campeón nacional del fútbol femenino de ese año y representante peruano en la Copa Libertadores de América Femenina 2020, que se disputó en Buenos Aires, Argentina.   
Esta fue la segunda edición de la Copa Perú Femenina y por última vez tuvo categoría de primera división, debido a la creación en 2021 de la Liga Femenina FPF, que es considerada la primera división del fútbol femenino peruano. A partir de la Copa Perú Femenina 2022, este campeonato tiene categoría de segunda división con ascenso a la Liga Femenina.    
Vale recordar que la Copa Perú Femenina reemplazó desde 2018 al Campeonato Nacional de Fútbol Femenino, que se disputaba desde el 2008. El primer campeón de la Copa Perú Femenina fue la Municipalidad de Majes de Arequipa.    
Como novedad, esta temporada los equipos profesionales de la Liga 1 estuvieron obligados a participar en la Copa Perú Femenina. Por dicho motivo, se creó la Zona Lima, un grupo que se disputó dentro de la Región IV (Lima y Callao).      
En esta ocasión, la Copa Perú Femenina se jugó en todo el Perú, pasando por las etapas distrital, provincial, departamental, regional y nacional, tal como se juega la Copa Perú masculina. En la Etapa Nacional, los campeones de las ocho regiones fueron: Juventus Fereñafe (Lambayeque), Juventud Talentos (La Libertad), Amazon Sky (Loreto), Universitario (Lima), Flamengo FBC (Junín), Real Victoria (Ayacucho), Stella Maris (Arequipa) y Angelu Lucrecia (Apurímac).

## Sistema de competición
Esta edición mantiene el formato de la edición anterior. El torneo empezará con la participación de los clubes en las ligas distritales, proseguirá con los clasificados en las ligas provinciales y departamentales. Finalmente empezará la etapa regional conformada por 8 regiones organizadas de la siguiente manera:
| Región     | Departamentos                              |             | Región                               | Departamentos |
| Región I   | Amazonas, Lambayeque, Piura, Tumbes        | Región V    | Huánuco, Junín, Pasco                |               |
| Región II  | Áncash, Cajamarca, La Libertad, San Martín | Región VI   | Ayacucho, Huancavelica, Ica          |               |
| Región III | Loreto, Ucayali                            | Región VII  | Arequipa, Moquegua, Tacna            |               |
| Región IV  | Lima, Callao                               | Región VIII | Apurímac, Cusco, Madre de Dios, Puno |               |

Al final de la etapa regional cada región clasificará a un equipo para la etapa nacional.
Para esta edición los clubes que se encuentren jugando en la Liga 1 2019 están obligados a participar del torneo. Para los clubes de la Liga 1 que pertenecen a la región IV se creó un torneo especial que sirvió como un mecanismo especial de clasificación a la etapac regional, asignó dos cupos. Los demás clubes de la Liga 1 participaron en las ligas distritales que les correspondiese por cercanía geográfica o por cuestiones administrativas. 
|  | Participante de la Zona Lima |

| Región            | Equipos de la Liga 1      |            | Región               | Equipos de la Liga 1 |
| Provincia de Lima | Alianza Lima              | Arequipa   | F. B. C. Melgar      |                      |
| Provincia de Lima | Deportivo Municipal       | Ayacucho   | Ayacucho F. C.       |                      |
| Provincia de Lima | Sporting Cristal          | Cajamarca  | UTC de Cajamarca     |                      |
| Provincia de Lima | Universidad San Martín    | Cusco      | Real Garcilaso       |                      |
| Provincia de Lima | Universitario             | Huánuco    | Alianza Universidad  |                      |
| Callao            | Academia Cantolao         | Lambayeque | Pirata F. C.         |                      |
| Callao            | Sport Boys                | Junín      | Sport Huancayo       |                      |
| La Libertad       | Carlos A. Mannucci        | Puno       | Deportivo Binacional |                      |
| La Libertad       | Universidad César Vallejo | San Martín | Unión Comercio       |                      |

1. ↑  Universidad César Vallejo decidió participar en la Zona Lima pese a no pertenecer a la región IV

## Zona Lima
Dos representantes de esta zona se clasificarán a las etapas finales de la Región IV.

### Información de los equipos
Se muestra entre paréntesis el número de partidos que cada equipo jugó en condición de local en cada estadio.
| Club                      | Proveedor | Estadios                                                                                            |
| ------------------------- | --------- | --------------------------------------------------------------------------------------------------- |
| Academia Cantolao         | Verco     | Campolo Alcalde (5), La Florida (1), Lolo Fernández (1)                                             |
| Alianza Lima              | Nike      | Teófilo Cubillas (4), Videna (2), Complejo EGB (1)                                                  |
| Deportivo Municipal       | Umbro     | New Camp - Chorrillos (4), Buenos Aires - Chorrillos (1), Circolo Sportivo Italiano (1), Videna (1) |
| Sport Boys                | Sfera3    | Videna (3), Campolo Alcalde (1), La Florida (1), New Camp - Chorrillos (1), Teófilo Cubillas (1)    |
| Sporting Cristal          | Adidas    | La Florida (7)                                                                                      |
| Universidad César Vallejo | Real      | Julio Montjoy (3), Videna (3), La Florida (1)                                                       |
| Universidad San Martín    | Umbro     | Videna (4), Municipal de La Molina (2), La Florida (1)                                              |
| Universitario             | Marathon  | Campo Mar - U (4), Lolo Fernández (3)                                                               |

1. 1 2  Campo de juego secundario y adyacente al Estadio Alejandro Villanueva

### Clasificación
- Actualizado el 10 de noviembre de 2019. Jugados todos los partidos.

| Pos. | Equipo                     | PJ | PG | PE | PP | GF | GC | DG  | Pts. | Clasificación a                         |
| ---- | -------------------------- | -- | -- | -- | -- | -- | -- | --- | ---- | --------------------------------------- |
| 1    | Universitario (C)          | 14 | 13 | 1  | 0  | 78 | 3  | +75 | 40   | Etapa regional: Región IV y Final zonal |
| 2    | Sporting Cristal (C)       | 14 | 9  | 2  | 3  | 62 | 15 | +47 | 29   | Play-offs zonales                       |
| 3    | Deportivo Municipal (C)    | 14 | 8  | 2  | 4  | 35 | 24 | +11 | 26   | Play-offs zonales                       |
| 4    | Alianza Lima (C)           | 14 | 6  | 5  | 4  | 28 | 14 | +14 | 22   | Play-offs zonales                       |
| 5    | Universidad San Martín (C) | 14 | 6  | 1  | 7  | 20 | 43 | –23 | 19   | Play-offs zonales                       |
| 6    | Univ. César Vallejo        | 14 | 5  | 1  | 8  | 26 | 34 | –8  | 16   |                                         |
| 7    | Academia Cantolao          | 14 | 3  | 1  | 10 | 14 | 61 | –47 | 10   |                                         |
| 8    | Sport Boys                 | 14 | 0  | 0  | 14 | 2  | 71 | –69 | 0    |                                         |

Fuente: RPP
Reglas de clasificación: 1) Puntos; 2) Diferencia de gol; 3) Goles a favor
(C) clasificado a la fase indicada

### Resultados
| Fecha 1             | Fecha 1   | Fecha 1             | Fecha 1                   | Fecha 1     | Fecha 1 | Fecha 1 |
| Local               | Resultado | Visitante           | Estadio                   | Fecha       | Hora    | Árbitro |
| ------------------- | --------- | ------------------- | ------------------------- | ----------- | ------- | ------- |
| Academia Cantolao   | 1 – 4     | Sporting Cristal    | La Florida                | 15 de junio | 18:00   |         |
| Sport Boys          | 0 – 1     | Univ. San Martín    | VIDENA                    | 16 de junio | 10:00   |         |
| Deportivo Municipal | 1 – 2     | Universitario       | Circolo Sportivo Italiano | 16 de junio | 10:30   |         |
| Alianza Lima        | 2 – 0     | Univ. César Vallejo | VIDENA                    | 20 de julio |         |         |

| Fecha 2             | Fecha 2   | Fecha 2             | Fecha 2         | Fecha 2      | Fecha 2 | Fecha 2 |
| Local               | Resultado | Visitante           | Estadio         | Fecha        | Hora    | Árbitro |
| ------------------- | --------- | ------------------- | --------------- | ------------ | ------- | ------- |
| Univ. César Vallejo | 0 – 2     | Deportivo Municipal | VIDENA          | 22 de junio  | 9:00    |         |
| Univ. San Martín    | 1 – 1     | Alianza Lima        | VIDENA          | 22 de junio  | 11:30   |         |
| Sport Boys          | 0 – 2     | Academia Cantolao   | Campolo Alcalde | 22 de junio  | 16:00   |         |
| Sporting Cristal    | 0 – 2     | Universitario       | La Florida      | 6 de octubre | 18:00   |         |

| Fecha 3             | Fecha 3   | Fecha 3           | Fecha 3               | Fecha 3     | Fecha 3 | Fecha 3 |
| Local               | Resultado | Visitante         | Estadio               | Fecha       | Hora    | Árbitro |
| ------------------- | --------- | ----------------- | --------------------- | ----------- | ------- | ------- |
| Alianza Lima        | 3 – 1     | Academia Cantolao | VIDENA                | 30 de junio | 9:00    |         |
| Univ. César Vallejo | 3 – 2     | Univ. San Martín  | VIDENA                | 30 de junio | 11:30   |         |
| Universitario       | 7 – 0     | Sport Boys        | Lolo Fernández        | 30 de junio | 16:10   |         |
| Deportivo Municipal | 1 – 1     | Sporting Cristal  | New Camp - Chorrillos | 30 de junio | 18:00   |         |

| Fecha 4           | Fecha 4   | Fecha 4             | Fecha 4         | Fecha 4     | Fecha 4 | Fecha 4 |
| Local             | Resultado | Visitante           | Estadio         | Fecha       | Hora    | Árbitro |
| ----------------- | --------- | ------------------- | --------------- | ----------- | ------- | ------- |
| Univ. San Martín  | 3 – 0     | Deportivo Municipal | VIDENA          | 6 de julio  | 10:00   |         |
| Alianza Lima      | 1 – 1     | Universitario       | Complejo EGB    | 6 de julio  | 15:00   |         |
| Sporting Cristal  | 10 – 0    | Sport Boys          | La Florida      | 6 de julio  | 18:00   |         |
| Academia Cantolao | 2 – 0     | Univ. César Vallejo | Campolo Alcalde | 11 de julio |         |         |

| Fecha 5             | Fecha 5   | Fecha 5           | Fecha 5    | Fecha 5      | Fecha 5 | Fecha 5 |
| Local               | Resultado | Visitante         | Estadio    | Fecha        | Hora    | Árbitro |
| ------------------- | --------- | ----------------- | ---------- | ------------ | ------- | ------- |
| Univ. San Martín    | 3 – 0     | Academia Cantolao | VIDENA     | 6 de julio   | 9:00    |         |
| Deportivo Municipal | 3 – 0     | Sport Boys        | VIDENA     | 6 de julio   | 11:30   |         |
| Univ. César Vallejo | 0 – 4     | Universitario     | VIDENA     | 6 de julio   | 14:00   |         |
| Sporting Cristal    | 1 – 0     | Alianza Lima      | La Florida | 22 de agosto | 20:00   |         |

| Fecha 6             | Fecha 6   | Fecha 6             | Fecha 6                              | Fecha 6      | Fecha 6 | Fecha 6 |
| Local               | Resultado | Visitante           | Estadio                              | Fecha        | Hora    | Árbitro |
| ------------------- | --------- | ------------------- | ------------------------------------ | ------------ | ------- | ------- |
| Universitario       | 7 – 0     | Univ. San Martín    | Lolo Fernández                       | 14 de agosto | 14:00   |         |
| Alianza Lima        | 6 – 0     | Sport Boys          | Cancha Auxiliar Alejandro Villanueva | 14 de agosto | 14:00   |         |
| Academia Cantolao   | 0 – 4     | Deportivo Municipal | Campolo Alcalde                      | 14 de agosto | 16:00   |         |
| Univ. César Vallejo | 0 – 3     | Sporting Cristal    | La Florida                           | 15 de agosto | 20:00   |         |

| Fecha 7             | Fecha 7   | Fecha 7             | Fecha 7               | Fecha 7      | Fecha 7 | Fecha 7 |
| Local               | Resultado | Visitante           | Estadio               | Fecha        | Hora    | Árbitro |
| ------------------- | --------- | ------------------- | --------------------- | ------------ | ------- | ------- |
| Deportivo Municipal | 1 – 0     | Alianza Lima        | New Camp - Chorrillos | 17 de agosto | 14:00   |         |
| Sport Boys          | 0 – 6     | Univ. César Vallejo | VIDENA                | 18 de agosto | 10:00   |         |
| Academia Cantolao   | 0 – 18    | Universitario       | Lolo Fernández        | 18 de agosto | 14:00   |         |
| Sporting Cristal    | 10 – 0    | Univ. San Martín    | La Florida            | 18 de agosto | 16:00   |         |

| Fecha 8             | Fecha 8   | Fecha 8             | Fecha 8                | Fecha 8      | Fecha 8 | Fecha 8 |
| Local               | Resultado | Visitante           | Estadio                | Fecha        | Hora    | Árbitro |
| ------------------- | --------- | ------------------- | ---------------------- | ------------ | ------- | ------- |
| Univ. César Vallejo | 1 – 4     | Alianza Lima        | Julio Montjoy          | 24 de agosto | 16:00   |         |
| Univ. San Martín    | 2 – 1     | Sport Boys          | Municipal de La Molina | 25 de agosto | 13:00   |         |
| Universitario       | 6 – 1     | Deportivo Municipal | Lolo Fernández         | 25 de agosto | 14:00   |         |
| Sporting Cristal    | 9 – 1     | Academia Cantolao   | La Florida             | 25 de agosto | 16:00   |         |

| Fecha 9             | Fecha 9   | Fecha 9             | Fecha 9                              | Fecha 9      | Fecha 9 | Fecha 9 |
| Local               | Resultado | Visitante           | Estadio                              | Fecha        | Hora    | Árbitro |
| ------------------- | --------- | ------------------- | ------------------------------------ | ------------ | ------- | ------- |
| Alianza Lima        | 3 – 0     | Univ. San Martín    | Cancha Auxiliar Alejandro Villanueva | 29 de agosto | 18:30   |         |
| Academia Cantolao   | 3 – 1     | Sport Boys          | Campolo Alcalde                      | 30 de agosto | 8:30    |         |
| Deportivo Municipal | 4 – 2     | Univ. César Vallejo | New Camp - Chorrillos                | 30 de agosto | 9:00    |         |
| Universitario       | 1 – 0     | Sporting Cristal    | Campo Mar - U                        | 30 de agosto | 11:00   |         |

| Fecha 10          | Fecha 10  | Fecha 10            | Fecha 10        | Fecha 10        | Fecha 10 | Fecha 10 |
| Local             | Resultado | Visitante           | Estadio         | Fecha           | Hora     | Árbitro  |
| ----------------- | --------- | ------------------- | --------------- | --------------- | -------- | -------- |
| Sport Boys        | 0 – 5     | Universitario       | VIDENA          | 1 de septiembre | 9:00     |          |
| Univ. San Martín  | 3 – 2     | Univ. César Vallejo | VIDENA          | 1 de septiembre | 11:30    |          |
| Sporting Cristal  | 5 – 2     | Deportivo Municipal | La Florida      | 1 de septiembre | 16:00    |          |
| Academia Cantolao | 1 – 1     | Alianza Lima        | Campolo Alcalde | 1 de septiembre | 17:00    |          |

| Fecha 11            | Fecha 11  | Fecha 11          | Fecha 11                  | Fecha 11        | Fecha 11 | Fecha 11 |
| Local               | Resultado | Visitante         | Estadio                   | Fecha           | Hora     | Árbitro  |
| ------------------- | --------- | ----------------- | ------------------------- | --------------- | -------- | -------- |
| Univ. César Vallejo | 4 – 1     | Academia Cantolao | Julio Montjoy             | 7 de septiembre | 17:30    |          |
| Universitario       | 1 – 0     | Alianza Lima      | Campo Mar - U             | 8 de septiembre | 11:00    |          |
| Sport Boys          | 0 – 14    | Sporting Cristal  | La Florida                | 8 de septiembre | 15:30    |          |
| Deportivo Municipal | 5 - 2     | Univ. San Martín  | Buenos Aires - Chorrillos | 6 de octubre    | 9:00     |          |

| Fecha 12          | Fecha 12  | Fecha 12            | Fecha 12                             | Fecha 12         | Fecha 12 | Fecha 12 |
| Local             | Resultado | Visitante           | Estadio                              | Fecha            | Hora     | Árbitro  |
| ----------------- | --------- | ------------------- | ------------------------------------ | ---------------- | -------- | -------- |
| Academia Cantolao | 3 – 1     | Univ. San Martín    | Campolo Alcalde                      | 14 de septiembre | 8:30     |          |
| Universitario     | 8 – 0     | Univ. César Vallejo | Campo Mar - U                        | 14 de septiembre | 12:30    |          |
| Sport Boys        | 0 – 4     | Deportivo Municipal | New Camp - Chorrillos                | 15 de septiembre | 11:00    |          |
| Alianza Lima      | 2 – 4     | Sporting Cristal    | Cancha Auxiliar Alejandro Villanueva | 15 de septiembre | 16:00    |          |

| Fecha 13            | Fecha 13  | Fecha 13            | Fecha 13                             | Fecha 13         | Fecha 13 | Fecha 13 |
| Local               | Resultado | Visitante           | Estadio                              | Fecha            | Hora     | Árbitro  |
| ------------------- | --------- | ------------------- | ------------------------------------ | ---------------- | -------- | -------- |
| Sport Boys          | 0 – 3     | Alianza Lima        | Cancha Auxiliar Alejandro Villanueva | 21 de septiembre | 16:00    |          |
| Deportivo Municipal | 5 – 1     | Academia Cantolao   | New Camp - Chorrillos                | 22 de septiembre | 9:00     |          |
| Univ. San Martín    | 0 – 8     | Universitario       | Municipal de La Molina               | 22 de septiembre | 9:00     |          |
| Sporting Cristal    | 1 – 1     | Univ. César Vallejo | La Florida                           | 22 de septiembre | 16:00    |          |

| Fecha 14            | Fecha 14  | Fecha 14            | Fecha 14                             | Fecha 14         | Fecha 14 | Fecha 14 |
| Local               | Resultado | Visitante           | Estadio                              | Fecha            | Hora     | Árbitro  |
| ------------------- | --------- | ------------------- | ------------------------------------ | ---------------- | -------- | -------- |
| Alianza Lima        | 2 – 2     | Deportivo Municipal | Cancha Auxiliar Alejandro Villanueva | 28 de septiembre | 12:00    |          |
| Universitario       | 6 – 0     | Academia Cantolao   | Campo Mar - U                        | 28 de septiembre | 13:45    |          |
| Univ. César Vallejo | 5 – 0     | Sport Boys          | Julio Montjoy                        | 28 de septiembre | 17:30    |          |
| Univ. San Martín    | 2 – 0     | Sporting Cristal    | La Florida                           | 29 de septiembre | 18:00    |          |

### Etapas finales
|  | Play-offs 13 de octubre, VIDENA | Play-offs 13 de octubre, VIDENA | Play-offs 13 de octubre, VIDENA |                     |       | Semifinal 19 de octubre, VIDENA | Semifinal 19 de octubre, VIDENA | Semifinal 19 de octubre, VIDENA |   |  | Final zonal 26 de octubre, Estadio Nacional | Final zonal 26 de octubre, Estadio Nacional | Final zonal 26 de octubre, Estadio Nacional |  |
|  |                                 |                                 |                                 |                     |       |                                 |                                 |                                 |   |  |                                             |                                             |                                             |  |
|  |                                 |                                 |                                 |                     |       |                                 |                                 |                                 |   |  |                                             |                                             |                                             |  |
|  |                                 |                                 |                                 |                     |       |                                 |                                 |                                 |   |  |                                             |                                             |                                             |  |
|  |                                 |                                 |                                 |                     |       |                                 |                                 |                                 |   |  |                                             |                                             |                                             |  |
|  |                                 |                                 |                                 |                     |       |                                 |                                 |                                 |   |  |                                             |                                             |                                             |  |
|  |                                 |                                 |                                 |                     |       |                                 |                                 |                                 |   |  |                                             |                                             |                                             |  |
|  |                                 |                                 |                                 |                     |       |                                 |                                 |                                 |   |  |                                             |                                             |                                             |  |
|  |                                 |                                 |                                 |                     |       |                                 |                                 |                                 |   |  |                                             |                                             |                                             |  |
|  |                                 |                                 |                                 |                     |       |                                 |                                 |                                 |   |  |                                             |                                             |                                             |  |
|  |                                 |                                 |                                 |                     |       |                                 |                                 |                                 |   |  |                                             |                                             |                                             |  |
|  |                                 |                                 |                                 |                     |       |                                 |                                 |                                 |   |  |                                             |                                             |                                             |  |
|  |                                 |                                 |                                 |                     |       |                                 | 1                               | Universitario                   | 2 |  |                                             |                                             |                                             |  |
|  |                                 |                                 |                                 |                     |       |                                 |                                 |                                 | 2 |  |                                             |                                             |                                             |  |
|  |                                 |                                 | 4                               | Alianza Lima        | 1     |                                 |                                 |                                 |   |  |                                             |                                             |                                             |  |
|  | 2                               | Sporting Cristal                | 4                               | Alianza Lima        | 1     | 3                               |                                 |                                 |   |  |                                             |                                             |                                             |  |
|  | 2                               | Sporting Cristal                |                                 |                     |       |                                 |                                 |                                 |   |  |                                             |                                             |                                             |  |
|  | 5                               | Universidad San Martín          | 0                               |                     |       |                                 |                                 |                                 |   |  |                                             |                                             |                                             |  |
|  | 5                               | Universidad San Martín          | 0                               |                     | 2     | Sporting Cristal                | 1 (3)                           |                                 |   |  |                                             |                                             |                                             |  |
|  |                                 |                                 |                                 |                     | 2     | Sporting Cristal                | 1 (3)                           |                                 |   |  |                                             |                                             |                                             |  |
|  |                                 |                                 | 4                               | Alianza Lima (pen.) | 1 (4) |                                 |                                 |                                 |   |  |                                             |                                             |                                             |  |
|  | 4                               | Alianza Lima                    | 4                               | Alianza Lima (pen.) | 1 (4) | 4                               |                                 |                                 |   |  |                                             |                                             |                                             |  |
|  | 4                               | Alianza Lima                    |                                 |                     |       |                                 |                                 |                                 |   |  |                                             |                                             |                                             |  |
|  | 3                               | Deportivo Municipal             | 0                               |                     |       |                                 |                                 |                                 |   |  |                                             |                                             |                                             |  |
|  | 3                               | Deportivo Municipal             | 0                               |                     |       |                                 |                                 |                                 |   |  |                                             |                                             |                                             |  |
|  |                                 |                                 |                                 |                     |       |                                 |                                 |                                 |   |  |                                             |                                             |                                             |  |

#### Play–offs
| Equipo 1                                                                            | Resultado | Equipo 2               | Estadio | Fecha         | Hora  |
| ----------------------------------------------------------------------------------- | --------- | ---------------------- | ------- | ------------- | ----- |
| Alianza Lima                                                                        | 4 – 0     | Deportivo Municipal    | VIDENA  | 13 de octubre | 13:30 |
| Sporting Cristal                                                                    | 3 – 0     | Universidad San Martín | VIDENA  | 13 de octubre | 15:30 |
| Sporting Cristal y Alianza Lima definiran al segundo representante de la Zona Lima. |           |                        |         |               |       |

#### Semifinal
| Equipo 1                                                                      | Resultado     | Equipo 2            | Estadio | Fecha         | Hora  |
| ----------------------------------------------------------------------------- | ------------- | ------------------- | ------- | ------------- | ----- |
| Sporting Cristal                                                              | 1 – 1 (2 - 3) | Alianza Lima (pen.) | VIDENA  | 19 de octubre | 15:30 |
| Alianza Lima se clasifica para la etapa regional y definirá al campeón zonal. |               |                     |         |               |       |

#### Final zonal
| 26 de octubre, 16:00 | Universitario                        | 2:1 (1:1) | Alianza Lima       | Estadio Nacional, Lima                                       |                                                              |
|                      | Novoa 22' (pen.) · Fasabi 49' (a.g.) | Reporte   | Quesada 13' (pen.) | Asistencia: 9.903 espectadores Árbitro(s): Elizabeth Tintaya | Asistencia: 9.903 espectadores Árbitro(s): Elizabeth Tintaya |

## Liga Departamental de Lima
La etapa provincial de Lima fue organizada por la Liga Provincial de Fútbol de Lima y por razones de patrocinio se denominó Copa Brava 2019. El torneo contó con seis cupos para la etapa regional de la Región IV. 
El torneo tuvo una primera ronda que se compuso de ocho grupos de cuatro equipos cada uno. Dentro de cada grupo se jugaron 3 fechas bajo el sistema de todos contra todos. Al final de las tres fechas los dos primeros de cada grupo se clasificaron para la segunda ronda. La segunda ronda se jugó de manera similar en cuatro grupos. Los dos primeros se clasificaron al octogonal final.
El octogonal final se jugó en 7 fechas bajo la modalidad de todos contra todos. Al final de las 7 fechas los 6 primero se clasificaron para la etapa regional.

### Equipos participantes
| Distrito           | Club                  |
| ------------------ | --------------------- |
| Ate                | Canteras Rafael Sport |
| Barranco           | Partizan Barranco     |
| Breña              | Sport Perú Nuevo      |
| Lurigancho-Chosica | Nicolás de Piérola    |
| El Agustino        | Talemtus Callao       |
| La Victoria        | ADEF                  |
| La Victoria        | Pedro A. Labarthe     |
| Lima (Cercado)     | Activa Club           |
| Lima (Cercado)     | Real Brazinau         |
| Miraflores         | F. C. Premier         |
| Pachacamac         | Academia LFT          |
| Pueblo Libre       | Thadel                |
| Puente Piedra      | Real Brío             |
| Puente Piedra      | El Ídolo              |
| Puente Piedra      | Clan Z Soccer         |
| Puente Piedra      | Santa Rosa (Ensenada) |

| Distrito                | Club                  |
| ----------------------- | --------------------- |
| Santa Anita             | Apocalipsis F. C.     |
| San Borja               | JC Sport Girls        |
| Villa El Salvador       | Athletic Villa        |
| Villa El Salvador       | Villa Sport           |
| San Isidro              | Alma Mater            |
| San Juan de Lurigancho  | Ciclista Lima         |
| San Juan de Lurigancho  | Furia Roja            |
| San Juan de Lurigancho  | Twenty Ladies         |
| San Juan de Lurigancho  | Real Unidos           |
| San Juan de Miraflores  | River Plate F. C.     |
| San Luis                | Nazareno F. C.        |
| San Miguel              | Atletic San Miguel FC |
| Surco                   | Villa Libertad        |
| Surco                   | Somos Olímpico        |
| San Vicente de Cañete   | Real San Luis         |
| Villa María del Triunfo | Juventud Guerreras    |

1. ↑  Cañete fue la única provincia del Departamento de Lima que participó en el torneo. Todos los demás equipos pertenecen a la Provincia de Lima, que tiene autonomía administrativa y rango de circunscripción regional.

### Octogonal final
| Pos. | Equipo                    | PJ | PG | PE | PP | GF | GC | DG  | Pts. | Clasificación a           |
| ---- | ------------------------- | -- | -- | -- | -- | -- | -- | --- | ---- | ------------------------- |
| 1    | JC Sport Girls (C)        | 7  | 6  | 1  | 0  | 16 | 4  | +12 | 19   | Etapa regional: Región IV |
| 2    | Partizan Barranco (C)     | 7  | 6  | 0  | 1  | 18 | 3  | +15 | 18   | Etapa regional: Región IV |
| 3    | Talemtus Callao (C)       | 7  | 4  | 2  | 1  | 11 | 5  | +6  | 14   | Etapa regional: Región IV |
| 4    | Villa Libertad (C)        | 7  | 3  | 1  | 3  | 13 | 9  | +4  | 10   | Etapa regional: Región IV |
| 5    | Atletic San Miguel FC (C) | 7  | 3  | 0  | 4  | 14 | 15 | –1  | 9    | Etapa regional: Región IV |
| 6    | Athletic Villa (C)        | 7  | 2  | 1  | 4  | 7  | 11 | –4  | 7    | Etapa regional: Región IV |
| 7    | El Ídolo                  | 7  | 0  | 2  | 5  | 5  | 16 | –11 | 2    |                           |
| 8    | F. C. Premier             | 7  | 0  | 1  | 6  | 5  | 26 | –21 | 1    |                           |

Fuente: LPFL
Reglas de clasificación: 1) Puntos; 2) Diferencia de gol; 3) Goles a favor
(C) clasificado a la fase indicada

## Etapa Regional

### Equipos clasificados
| Región      | Departamentos | Equipos clasificados |
| ----------- | ------------- | --- |
| Región I    | Amazonas      | Real Chachapoyas |
| Región I    | Lambayeque    | Juventus Fereñafe |
| Región I    | Piura         | Deportivo UNP |
| Región I    | Tumbes        | Sin representante |
| Región II   | Áncash        | Valores Ancashinos |
| Región II   | Cajamarca     | Queens United |
| Región II   | La Libertad   | Juventud Talentos |
| Región II   | San Martín    | Sin representante |
| Región III  | Loreto        | Amazon Sky |
| Región III  | Ucayali       | Soria & Wong |
| Región IV   | Lima          | JC Sport Girls (campeón), Partizan Barranco (2.°), Talemtus Callao (3.°), Villa Libertad (4.°), Atletic San Miguel FC (5.°), Athletic Villa (6.°) |
| Región IV   | Callao        | Sin representante |
| Región IV   | Zona Lima     | Universitario (campeón), Alianza Lima (2.°) |
| Región V    | Huánuco       | Academia Aucayacu (campeón), Botica 24 Horas (2.°)                                                                                                |
| Región V    | Junín         | Echa Muni (campeón), Flamengo FBC (2.°) |
| Región V    | Pasco         | Sport Garza (campeón), Sport Yanahuanca (2.°) |
| Región VI   | Ayacucho      | Real Victoria |
| Región VI   | Huancavelica  | Defensor Canchapata |
| Región VI   | Ica           | Soccer Ica |
| Región VII  | Arequipa      | Stella Maris |
| Región VII  | Tacna         | Defensor UNTAC |
| Región VII  | Moquegua      | UJCM Bolívar |
| Región VIII | Apurímac      | Angelu Lucrecia |
| Región VIII | Cusco         | Social Melgar |
| Región VIII | Madre de Dios | Hospital Santa Rosa |
| Región VIII | Puno          | Retto Hungaritos |

1. ↑  Para la competencia, el  Departamento de Lima y la   Provincia de Lima están representados por un solo ente (la Liga Departamental de Fútbol de Lima) pese a que administrativamente son dos circunscripciones regionales independientes.
2. ↑  La  Provincia Constitucional del Callao, junto a la  Provincia de Lima, es una de las dos provincias con rango de circunscripción regional.

### Región I
| Pos. | Equipo                | PJ | PG | PE | PP | GF | GC | DG | Pts. | Clasificación                     |     | JUV | UNP | CHA |
| 1    | Juventus Fereñafe (C) | 2  | 2  | 0  | 0  | 6  | 0  | +6 | 6    | Clasificación a la Etapa Nacional |     |     | 4–0 |     |
| 2    | Deportivo UNP         | 2  | 1  | 0  | 1  | 4  | 2  | +2 | 3    |                                   | 0–2 |     |     |     |
| 3    | Real Chachapoyas      | 2  | 0  | 0  | 2  | 0  | 8  | –8 | 0    |                                   | 4–0 |     |     |     |

Fuente: Fútbol Para Ellas (en Facebook), La Industria
Reglas de clasificación: 1) Puntos; 2) Diferencia de gol; 3) Goles a favor
(C) clasificado a la fase indicada

### Región II
|  | Semifinales        | Semifinales |                   |               | Final | Final |  |
|  |                    |             |                   |               |       |       |  |
|  |                    |             |                   |               |       |       |  |
|  | San Martín         | -           |                   |               |       |       |  |
|  | San Martín         | -           |                   |               |       |       |  |
|  | Queens United      | -           |                   |               |       |       |  |
|  | Queens United      | -           |                   | Queens United | 0     |       |  |
|  |                    |             |                   | Queens United | 0     |       |  |
|  |                    |             | Juventud Talentos | 1             |       |       |  |
|  | Valores Ancashinos | 1           | Juventud Talentos | 1             |       |       |  |
|  | Valores Ancashinos | 1           |                   |               |       |       |  |
|  | Juventud Talentos  | 7           |                   |               |       |       |  |
|  | Juventud Talentos  | 7           |                   |               |       |       |  |
|  |                    |             |                   |               |       |       |  |

Fuente:ÁncashNoticias
Reglas de clasificación: 1) Resultado global; 2) Diferencia de goles; 3) Goles de visita 4) Definición por penales 
(C) clasificado a la fase indicada

### Región III
| 15 de diciembre | Amazon Sky | 3:1     | Soria & Wong |  |  |
|                 |            | Reporte |              |  |  |

### Región IV
La etapa regional de la región IV 2019 correspondió, además, a una nueva edición del Campeonato Metropolitano de Fútbol Femenino. A diferencia de la edición anterior este año se sumaron dos clasificados de la Zona Lima (conformada por equipos de la Liga 1). Los equipos participantes son:
| Departamental / Zonal | Equipos clasificados |
| --------------------- | --- |
| Lima y Callao         | JC Sport Girls (campeón), Partizan Barranco (2.°), Talemtus Callao (3.°), Villa Libertad (4.°), Atletic San Miguel (5.°), Athletic Villa (6.°) |
| Zonal Lima            | Universitario (campeón), Alianza Lima (2.°).                                                                                                   |

#### Grupo A
| Pos. | Equipo            | PJ | PG | PE | PP | GF | GC | DG  | Pts. | Clasificación                     |     | ALI | PAR | VIL | TAL |
| 1    | Alianza Lima (C)  | 3  | 3  | 0  | 0  | 18 | 0  | +18 | 9    | Clasificación a la final regional |     | 5–0 | 9–0 |     |     |
| 2    | Partizan Barranco | 3  | 2  | 0  | 1  | 6  | 5  | +1  | 6    |                                   |     |     |     | 2–0 |     |
| 3    | Villa Libertad    | 3  | 1  | 0  | 2  | 3  | 13 | –10 | 3    |                                   | 0–4 |     |     |     |     |
| 4    | Talemtus Callao   | 3  | 0  | 0  | 3  | 0  | 9  | –9  | 0    | 0–4                               |     | 0–3 |     |     |     |

Fuente: RPP
Reglas de clasificación: 1) Puntos; 2) Diferencia de gol; 3) Goles a favor
(C) clasificado a la fase indicada

#### Grupo B
| Pos. | Equipo                | PJ | PG | PE | PP | GF | GC | DG  | Pts. | Clasificación                     |     | UNI | JC   | ASM | VIL |
| 1    | Universitario (C)     | 3  | 3  | 0  | 0  | 19 | 0  | +19 | 9    | Clasificación a la final regional |     | 5–0 | 10–0 |     |     |
| 2    | JC Sport Girls        | 3  | 2  | 0  | 1  | 13 | 8  | +5  | 6    |                                   |     |     |      | 7–1 |     |
| 3    | Atletic San Miguel FC | 3  | 1  | 0  | 2  | 4  | 17 | –13 | 3    |                                   | 2–6 |     | 2–1  |     |     |
| 4    | Athletic Villa        | 3  | 0  | 0  | 3  | 2  | 13 | –11 | 0    | 0–4                               |     |     |      |     |     |

Fuente: RPP, El Popular.
Reglas de clasificación: 1) Puntos; 2) Diferencia de gol; 3) Goles a favor
(C) clasificado a la fase indicada

#### Final regional
| Equipo 1      | Resultado | Equipo 2     | Estadio                   | Fecha          | Hora  |
| ------------- | --------- | ------------ | ------------------------- | -------------- | ----- |
| Universitario | 2 – 1     | Alianza Lima | Estadio Nacional del Perú | 7 de diciembre | 17:10 |

### Región V
|  | Primera Ronda     | Primera Ronda | Primera Ronda        |   |           | Semifinales | Semifinales | Semifinales |  |                 | Final | Final | Final |  |
|  |                   |               |                      |   |           |             |             |             |  |                 |       |       |       |  |
|  |                   |               |                      |   |           |             |             |             |  |                 |       |       |       |  |
|  | Sport Garza       | 0             | 0                    |   |           |             |             |             |  |                 |       |       |       |  |
|  | Sport Garza       | 0             | 0                    |   |           |             |             |             |  |                 |       |       |       |  |
|  | Echa Muni         | 2             | 3                    |   |           |             |             |             |  |                 |       |       |       |  |
|  | Echa Muni         | 2             | 3                    |   | Echa Muni | 1           | 0 (3)       |             |  |                 |       |       |       |  |
|  |                   |               |                      |   | Echa Muni | 1           | 0 (3)       |             |  |                 |       |       |       |  |
|  |                   |               | Botica 24 Horas (p.) | 0 | 1 (4)     |             |             |             |  |                 |       |       |       |  |
|  | Botica 24 Horas   | 10            | Botica 24 Horas (p.) | 0 | 1 (4)     | 4           |             |             |  |                 |       |       |       |  |
|  | Botica 24 Horas   | 10            |                      |   |           |             |             |             |  |                 |       |       |       |  |
|  | Sport Yanahuanca  | 1             | 1                    |   |           |             |             |             |  |                 |       |       |       |  |
|  | Sport Yanahuanca  | 1             | 1                    |   |           |             |             |             |  | Botica 24 Horas | 1     | 0     |       |  |
|  |                   |               |                      |   |           |             |             |             |  | Botica 24 Horas | 1     | 0     |       |  |
|  |                   |               | Flamengo FBC         | 0 | 2         |             |             |             |  |                 |       |       |       |  |
|  |                   |               | Flamengo FBC         | 0 | 2         |             |             |             |  |                 |       |       |       |  |
|  |                   |               |                      |   |           |             |             |             |  |                 |       |       |       |  |
|  |                   |               |                      |   |           |             |             |             |  |                 |       |       |       |  |
|  |                   | Sport Garza   | 1                    | 1 |           |             |             |             |  |                 |       |       |       |  |
|  |                   |               |                      | 1 |           |             |             |             |  |                 |       |       |       |  |
|  |                   |               | Flamengo FBC         | 2 | 3         |             |             |             |  |                 |       |       |       |  |
|  | Academia Aucayacu | 2             | Flamengo FBC         | 2 | 3         | 1           |             |             |  |                 |       |       |       |  |
|  | Academia Aucayacu | 2             |                      |   |           |             |             |             |  |                 |       |       |       |  |
|  | Flamengo FBC      | 5             | 4                    |   |           |             |             |             |  |                 |       |       |       |  |
|  | Flamengo FBC      | 5             | 4                    |   |           |             |             |             |  |                 |       |       |       |  |
|  |                   |               |                      |   |           |             |             |             |  |                 |       |       |       |  |

Fuente: Ahora
Reglas de clasificación: 1) Resultado global; 2) Diferencia de goles; 3) Goles de visita 4) Definición por penales 
(C) clasificado a la fase indicada
1. ↑  Se clasificó como el mejor de todos los perdedores de la primera ronda.

### Región VI
| Pos. | Equipo              | PJ | PG | PE | PP | GF | GC | DG | Pts. | Clasificación                     |  | VIC | ICA | CAN |
| 1    | Real Victoria (C)   | 2  | 2  | 0  | 0  | 8  | 0  | +8 | 6    | Clasificación a la Etapa Nacional |  | 3–0 | 5–0 |     |
| 2    | Soccer Ica          | 2  | 1  | 0  | 1  | 3  | 4  | –1 | 3    |                                   |  |     | 3–1 |     |
| 3    | Defensor Canchapata | 2  | 0  | 0  | 2  | 1  | 8  | –7 | 0    |                                   |  |     |     |     |

Fuente: LDFA
Reglas de clasificación: 1) Puntos; 2) Diferencia de gol; 3) Goles a favor
(C) clasificado a la fase indicada

### Región VII
| Pos. | Equipo           | PJ | PG | PE | PP | GF | GC | DG | Pts. | Clasificación                     |  | MAR | UNT | UJC |
| 1    | Stella Maris (C) | 2  | 2  | 0  | 0  | 9  | 2  | +7 | 6    | Clasificación a la Etapa Nacional |  | 3–1 | 6–1 |     |
| 2    | Defensor UNTAC   | 2  | 1  | 0  | 1  | 6  | 7  | –1 | 3    |                                   |  |     | 5–4 |     |
| 3    | UJCM Bolívar     | 2  | 0  | 0  | 2  | 5  | 11 | –6 | 0    |                                   |  |     |     |     |

Fuente: Gol Sensacional (en Facebook)
Reglas de clasificación: 1) Puntos; 2) Diferencia de gol; 3) Goles a favor
(C) clasificado a la fase indicada

### Región VIII
|  | Semifinales         | Semifinales         | Semifinales   |               |                     | Final               | Final | Final |  |
|  |                     |                     |               |               |                     |                     |       |       |  |
|  |                     |                     |               |               |                     |                     |       |       |  |
|  | Angelu Lucrecia     | Angelu Lucrecia     | 4             |               |                     |                     |       |       |  |
|  | Angelu Lucrecia     | Angelu Lucrecia     | 4             |               |                     |                     |       |       |  |
|  | Retto Hungaritos    | Retto Hungaritos    | 0             |               |                     |                     |       |       |  |
|  | Retto Hungaritos    | Retto Hungaritos    | 0             |               | Angelu Lucrecia (C) | Angelu Lucrecia (C) | 4     |       |  |
|  |                     |                     |               |               | Angelu Lucrecia (C) | Angelu Lucrecia (C) | 4     |       |  |
|  |                     |                     | Social Melgar | Social Melgar | 0                   |                     |       |       |  |
|  | Social Melgar       | Social Melgar       | Social Melgar | Social Melgar | 0                   | 7                   |       |       |  |
|  | Social Melgar       | Social Melgar       |               |               |                     | 7                   |       |       |  |
|  | Hospital Santa Rosa | Hospital Santa Rosa | 0             |               |                     |                     |       |       |  |
|  | Hospital Santa Rosa | Hospital Santa Rosa | 0             |               |                     |                     |       |       |  |
|  |                     |                     |               |               |                     |                     |       |       |  |

Fuente: Pregón
Reglas de clasificación: 1) Resultado; 2) Definición en penales
(C) clasificado a la fase indicada

## Etapa Nacional

### Equipos clasificados
| Región      | Departamentos                              | Equipo                          |
| ----------- | ------------------------------------------ | ------------------------------- |
| Región I    | Amazonas, Lambayeque, Piura, Tumbes        | Juventus Fereñafe (Lambayeque)  |
| Región II   | Áncash, Cajamarca, La Libertad, San Martín | Juventud Talentos (La Libertad) |
| Región III  | Loreto, Ucayali                            | Amazon Sky (Loreto)             |
| Región IV   | Lima, Callao                               | Universitario (Lima)            |
| Región V    | Huánuco, Junín, Pasco                      | Flamengo FBC (Junín)            |
| Región VI   | Ayacucho, Huancavelica, Ica                | Real Victoria (Ayacucho)        |
| Región VII  | Arequipa, Moquegua, Tacna                  | Stella Maris (Arequipa)         |
| Región VIII | Apurímac, Cusco, Madre de Dios, Puno       | Angelu Lucrecia (Apurímac)      |

### Resultados
|  | Primera Ronda      | Primera Ronda   |               |                   | Semifinales     | Semifinales     |  |               | Final           | Final           |  |
|  | 17 de diciembre    | 17 de diciembre |               |                   | 19 de diciembre | 19 de diciembre |  |               | 21 de diciembre | 21 de diciembre |  |
|  |                    |                 |               |                   |                 |                 |  |               |                 |                 |  |
|  |                    |                 |               |                   |                 |                 |  |               |                 |                 |  |
|  | Angelú Lucrecia    | 2               |               |                   |                 |                 |  |               |                 |                 |  |
|  | Angelú Lucrecia    | 2               |               |                   |                 |                 |  |               |                 |                 |  |
|  | Juventud Talentos  | 3               |               |                   |                 |                 |  |               |                 |                 |  |
|  | Juventud Talentos  | 3               |               | Juventud Talentos | 0               |                 |  |               |                 |                 |  |
|  |                    |                 |               | Juventud Talentos | 0               |                 |  |               |                 |                 |  |
|  |                    |                 | Universitario | 2                 |                 |                 |  |               |                 |                 |  |
|  | Flamengo FBC       | 0               | Universitario | 2                 |                 |                 |  |               |                 |                 |  |
|  | Flamengo FBC       | 0               |               |                   |                 |                 |  |               |                 |                 |  |
|  | Universitario      | 5               |               |                   |                 |                 |  |               |                 |                 |  |
|  | Universitario      | 5               |               |                   |                 |                 |  | Universitario | 6               |                 |  |
|  |                    |                 |               |                   |                 |                 |  | Universitario | 6               |                 |  |
|  |                    |                 | Amazon Sky    | 1                 |                 |                 |  |               |                 |                 |  |
|  | Amazon Sky         | 4               | Amazon Sky    | 1                 |                 |                 |  |               |                 |                 |  |
|  | Amazon Sky         | 4               |               |                   |                 |                 |  |               |                 |                 |  |
|  | Real Victoria      | 2               |               |                   |                 |                 |  |               |                 |                 |  |
|  | Real Victoria      | 2               |               | Amazon Sky        | 1               |                 |  |               |                 |                 |  |
|  |                    |                 |               | Amazon Sky        | 1               |                 |  |               |                 |                 |  |
|  |                    |                 | Stella Maris  | 0                 |                 |                 |  |               |                 |                 |  |
|  | Juventus Ferreñafe | 0               | Stella Maris  | 0                 |                 |                 |  |               |                 |                 |  |
|  | Juventus Ferreñafe | 0               |               |                   |                 |                 |  |               |                 |                 |  |
|  | Stella Maris       | 5               |               |                   |                 |                 |  |               |                 |                 |  |
|  | Stella Maris       | 5               |               |                   |                 |                 |  |               |                 |                 |  |
|  |                    |                 |               |                   |                 |                 |  |               |                 |                 |  |

Fuente: 
 Reglas de clasificación: 1) Diferencia de goles; 2) Definición por penales

### Cuartos de final
| 17 de diciembre de 2019, 08:00 | Stella Maris | 5:0 | Juventus Ferreñafe | Colegio Mariano Melgar, Lima |  |

| 17 de diciembre de 2019, 11:00 | Real Victoria | 2:4 | Amazon Sky | Colegio Mariano Melgar, Lima |  |

| 17 de diciembre de 2019, 11:00 | Juventud Talentos | 3:2 | Ángelu Lucrecia | Videna, Lima |  |

| 17 de diciembre de 2019, 14:00 | Universitario | 5:0 | Flamengo FBC | Colegio Mariano Melgar, Lima |  |

### Semifinales
| 19 de diciembre de 2019, 11:00 | Amazon Sky | 1:0 | Stella Maris | Videna, Lima |  |

| 19 de diciembre de 2019, 13:30 | Universitario | 2:0 | Juventud Talentos | Videna, Lima |  |

### Final
| 21 de diciembre de 2019, 11:00 | Universitario                                                       | 6:1     | Amazon Sky  | Estadio de la Universidad Nacional Mayor de San Marcos, Lima |                         |
|                                | Ramírez 5' · Flores 13' 67' · Chávez 37' · Espino 57' · Vílchez 64' | Reporte | Güimack 70' | Árbitra: Melany Bermejo                                      | Árbitra: Melany Bermejo |

|                                                             |
| Campeón Universitario                                       |
| 9.° título Clasificado a la Copa Libertadores Femenina 2020 |